# Landreiter (Polizei)

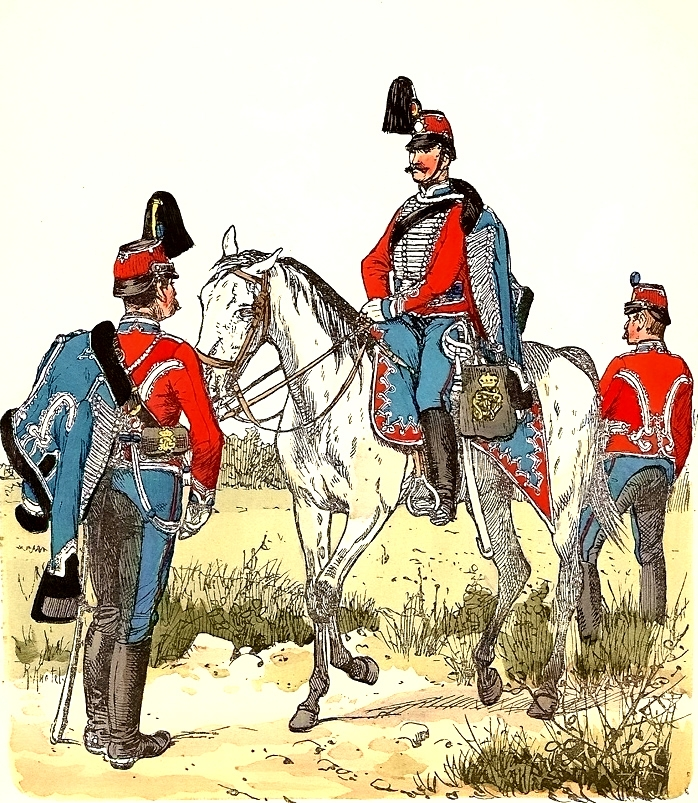
Mecklenburg-Strelitzer Districtshusar

Die Landreiter waren in Deutschland im 17. bis 19. Jahrhundert in einigen Herrschaftsbereichen eine berittene Polizei als Landgendarmerie.

## Beispiele
So waren die Mecklenburg-Strelitzsche Districts-Husaren Soldaten im Landespolizeidienst des Herzogtums Mecklenburg-Strelitz als militärisch organisierte Landgendarmerie zu Pferde. Die Husaren sollten – so der Herzog 1798 – auf das ganze Land gleich verteilt werden. 13 Berittene, darunter ein Wachtmeister, sollten „ohne Rücksicht auf Witterung, Sonn- und Festtage, ihren District durchreiten, und den Bettlern und Vagabonden nachspüren, zu dem Zweck auch die Krüge (Gasthäuser) visitieren...“ Das war der Beginn einer Landespolizei.
Auch in größeren Klöstern waren Landreiter als klostereigene Polizei eingesetzt wie z. B. im Kloster Dobbertin in Mecklenburg-Vorpommern.
In Schwerin-Schelfstadt trägt eine Straße den Namen Landreiterstraße.